# Natalja Fjodorowna Bode
Natalja Fjodorowna Bode (russisch Наталья Фёдоровна Боде; * 17. Dezemberjul. / 30. Dezember 1914greg. in Kiew, Russisches Kaiserreich; † 2. Juli 1996 in Moskau, Russland) war eine sowjetische Fotografin.
Bode arbeitete ab 1934 für die Zeitung Kommunist (Коммунист). 1938 ging sie zu TASS in die Ukraine. Während des Krieges erschienen ihre Bilder in der Prawda, Krasnaja Swesda, dem Magazin Ogonjok und auch der ausländischen Presse (via Sowinform). Sie dokumentierte insbesondere die Schlacht von Stalingrad. Nach dem Krieg lebte sie ab 1945 in Moskau, arbeitete für die ukrainische Zeitung Radjanska kultura und veröffentlichte ein Fotoalbum Auf den Wegen des Krieges („Дорогами войны“) im Jugendbuchverlag Detskaja literatura.
Sie erhielt unter anderem die Medaille „Für die Verteidigung Stalingrads“. Ihre Archive sind insbesondere bei RIA Novosti gelagert.

## Beispiele von Bodes Fotografien

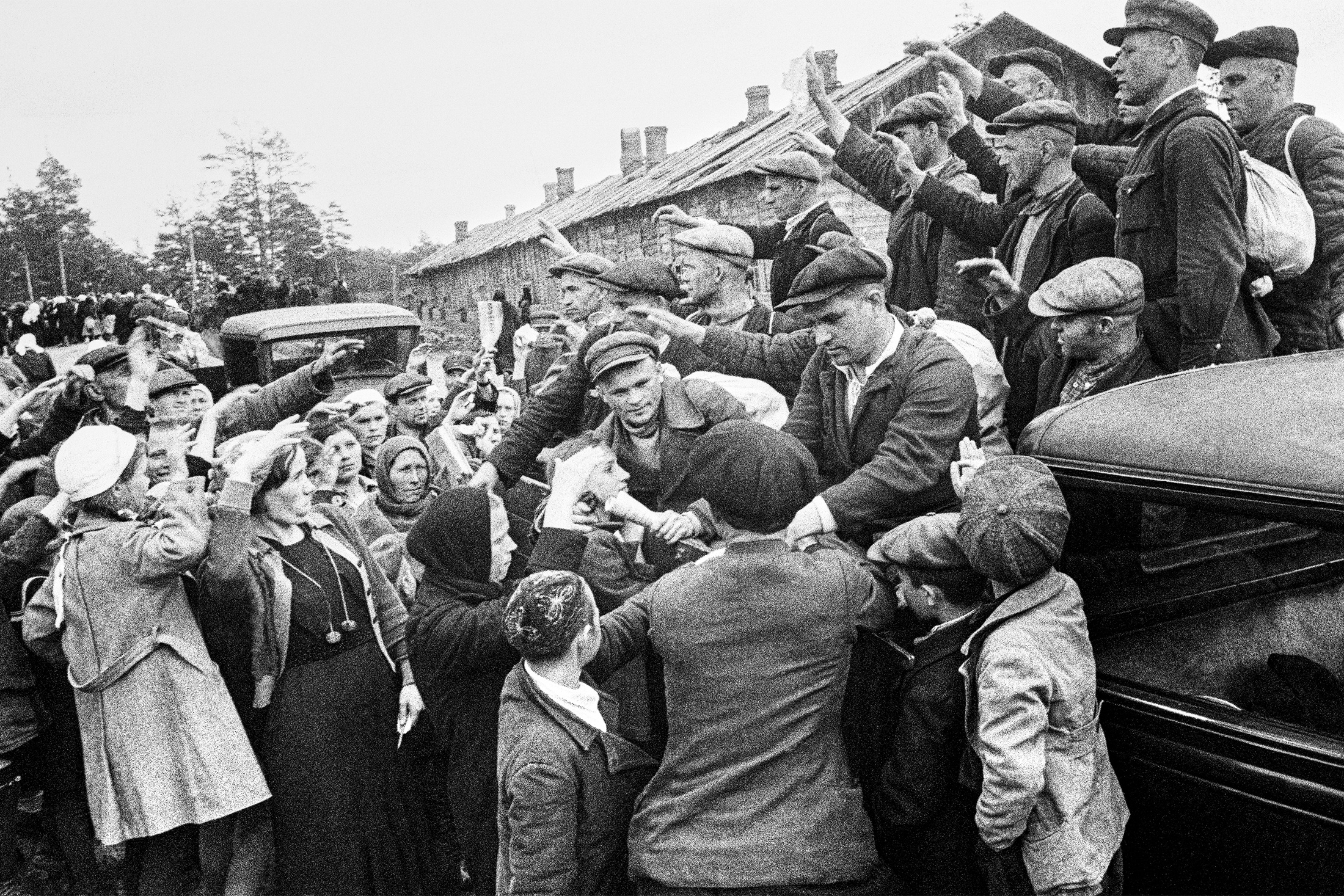
N. Bode: „Verabschiedung von Reservisten“ September 1941
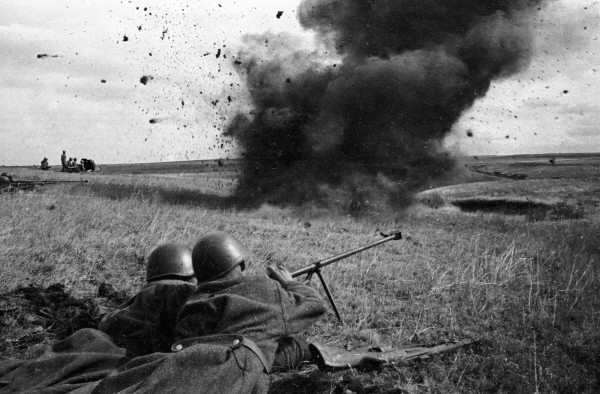
N. Bode: „Panzersoldaten in der Schlacht bei Kursk“